# (13087) Chastellux
(13087) Chastellux est un astéroïde de la ceinture principale.

## Description
(13087) Chastellux est un astéroïde de la ceinture principale. Il fut découvert le 30 juillet 1992 à La Silla par Eric Walter Elst. Il présente une orbite caractérisée par un demi-grand axe de 2,88 UA, une excentricité de 0,04 et une inclinaison de 1,5° par rapport à l'écliptique.

## Compléments